# Heinz Sombold
Heinz Sombold va ser un enginyer alemany conegut per desenvolupar un prototip d'avió, el Sombold So 344, un disseny d'emergència en les etapes finals de la Segona Guerra Mundial, durant l'època en què Alemanya era bombardejada dia a dia pels aliats.